# Organizacija za demokraciju i ekonomski razvoj
Organizacija za demokraciju i ekonomski razvoj, ili GUAM, je regionalna organizacija četiri bivše sovjetske republike: Gruzije, Ukrajine, Azerbajdžana i Moldavije, čija početna slova čine akronim organizacije.
Povelja GUAM-a potpisana je tijekom samita na Jalti od 6. do 7. lipnja 2001. godine od strane četiri sadašnje članice i Uzbekistana, koji se kasnije povukao. Prema bivšem ukrajinskom predsjedniku Juščenku za ciljeve povelje postavljeni su promicanje demokratskih vrijednosti, čime se osigurava stabilan razvoj, jačanje međunarodne i regionalne sigurnosti i ubrzanje europskih integracija.
S obzirom na rusko vodstvo Zajednice nezavisnih država, Rusi uglavnom gledaju na GUAM, kao način na borbu protiv ruskog utjecaja na tom području, a kao dio strategije potpomognute SAD-om. Međutim, vođe GUAM-a više puta su odbacile takvu tvrdnju, naglašavajući jaku volje za još tješnje povezivanje s Rusijom. 
Zemlje promatračice ovog saveza su Turska i Latvija.